# Полынь обыкновенная
Полы́нь обыкнове́нная, чернобы́льник, чернобы́ль (лат. Artemísia vulgáris) — вид многолетних травянистых растений рода Полынь (Artemisia) семейства Астровые (Asteraceae).
Название «чернобыльник» происходит от черноватого стебля (былинки). Названия растения на других языках: англ. Mugwort, яп. ヨモギ.

## Распространение и экология
Полынь обыкновенная распространена повсюду в Европе, в Передней и Центральной Азии, Северной Африке. Занесена и прижилась в Северной Америке.
В России растёт по всей территории (на Дальнем Востоке только в бассейне Амура).
Растёт по заброшенным полям, пастбищам и пустошам, вдоль дорог, по берегам водоёмов. Рудеральное растение. Трудновыводимый сорняк.

## Ботаническое описание

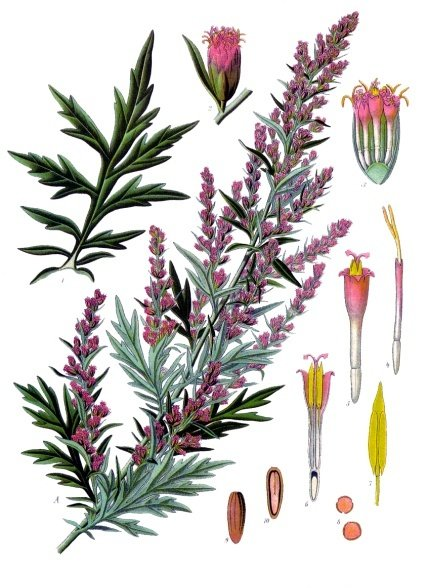
Полынь обыкновенная.

Многолетнее ветвистое растение, обычно конусообразной формы, высотой 0,5—2 м, реже 2,5 м. Стебель облиственённый по всей высоте, прямостоячий, буроватый с фиолетовым оттенком, в сечении угловато ребристый.
Корневище многоглавое или коротко ползучее, в верхней части утолщённое.
Листья мягкие дважды или трижды перисторассечённые с широколанцетными или линейно-ланцетными сегментами, зелёного цвета, длиной 5—20 см, сверху светло- или тёмно-зелёные, голые или слабо опушённые, снизу густоопушённые до белёсости и даже серебристости (нижняя часть листьев по окраске резко отличается от верхней — в этом отличие от близкой полыни горькой). Верхние листья простые и более мелкие. Конечные сегменты листьев 2,5—9 мм шириной. Хорошо заметны несколько пар ушек (от 1 до 5) у основания черешка.
Цветки мелкие, многочисленные, жёлтые или коричневатые. Корзинки прямостоячие, собраны в рыхлое метёлковидное соцветие. Ножки корзинок 0,5—1 мм длиной. Цветёт с июля по сентябрь.
Плод — семянка. Плоды созревают в июле — октябре.

## Химический состав
В растении содержатся каротин, аскорбиновая кислота, сапонины, дубильные вещества, алкалоиды, эфирное масло. Трава содержит производные кумарина: кумарин, умбеллиферон, эскулетин, скополетин и другие, флавоноиды аянин, рутин, 3-O-глюкозид кверцетина. Полынь обыкновенная обладает сильным приятным пряным запахом.
Для растения характерно низкое содержание кремния. Остальные минеральные элементы находятся в умеренном количестве. Свежие листья содержат 8,87 мг% каротина.
| Фаза                | От абсолютного сухого вещества в % | От абсолютного сухого вещества в % | От абсолютного сухого вещества в % | От абсолютного сухого вещества в % | От абсолютного сухого вещества в % |
| Фаза                | золы                               | протеина                           | жира                               | клетчатки                          | БЭВ                                |
| ------------------- | ---------------------------------- | ---------------------------------- | ---------------------------------- | ---------------------------------- | ---------------------------------- |
| Отрастание          | 9,63                               | 17,20                              | 2,67                               | 20,25                              | 43,87                              |
| Бутонизация         | 7,68                               | 12,91                              | 2,07                               | 27,13                              | 43,09                              |
| Начало цветения     | 8,14                               | 16,79                              | 3,13                               | 28,87                              | 36,27                              |
| Полное цветение     | 6,22                               | 11,96                              | 2,77                               | 30,76                              | 41,96                              |
| Начало плодоношения | 5,90                               | 13,69                              | 3,10                               | 26,36                              | 43,24                              |

Во Франции, в Марокко, Германии, Венгрии, Индии, Китае и Японии методом дистилляции с паром из высушенных цветков и листьев полыни обыкновенной получают эфирное масло — бледно-жёлтую или бесцветную жидкость с сильным горьковато-сладким ароматом и оттенком камфоры. Это масло содержит туйон, цинеол, борнеол, пинены, хорошо смешивается с маслами дубового мха, пачули, розмарина, лаванды, сосны, шалфея и кедра. Используется в медицине как антиспазматическое, заживляющее, мочегонное, стимулирующее, желудочное, тонизирующее.

## Значение и применение

### В кулинарии
Надземная часть растения находит применение как пряная приправа к различным блюдам, особенно жирным (гуси, утки, свинина, свиное сало, жир), для чего в некоторых местностях растение культивируют.
В корейской кухне полынь добавляют в тток.
В небольших количествах листья используются охотниками как пряность при приготовлении дичи в полевых условиях.

### В медицине

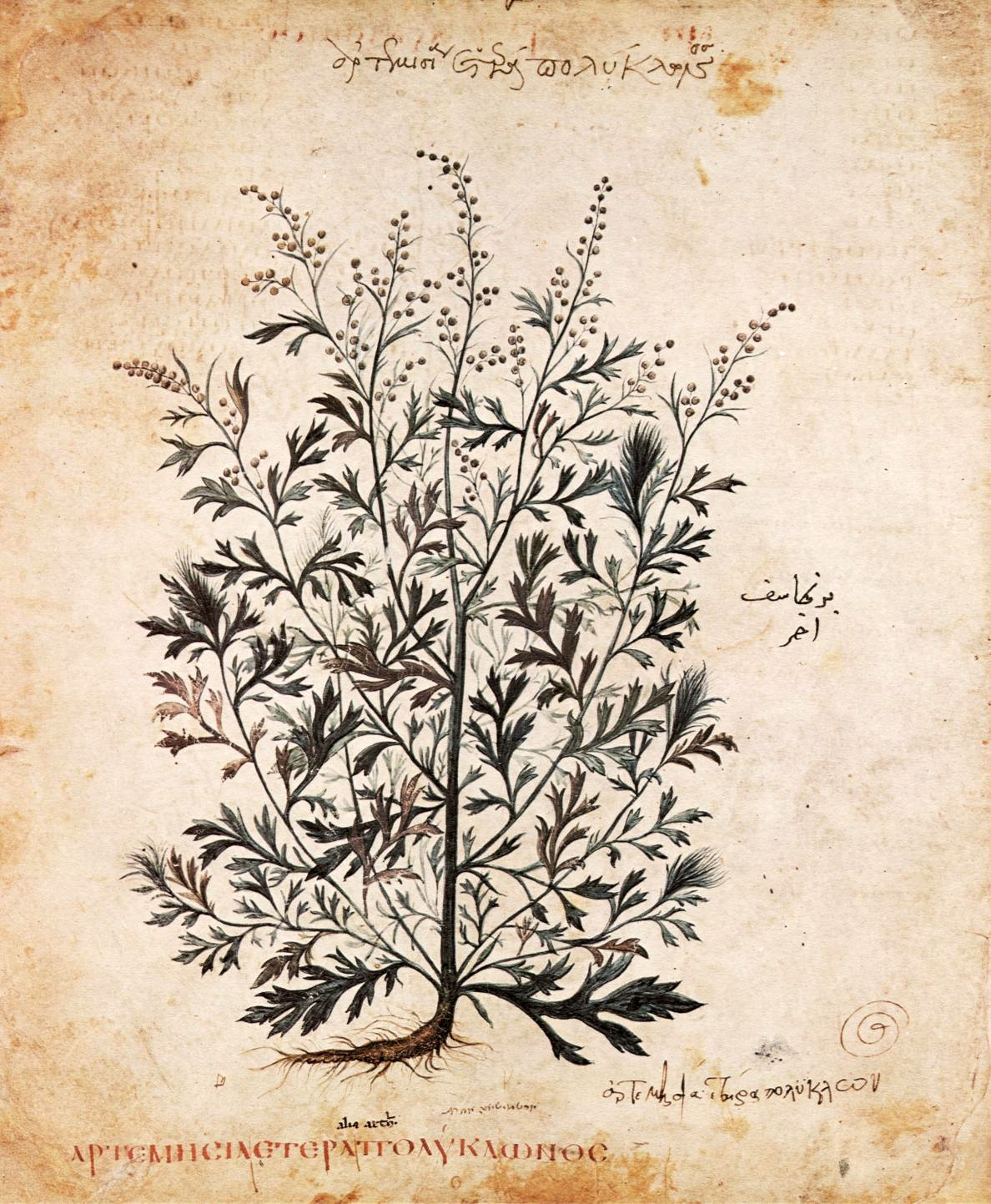
Полынь (иллюстрация из медицинского трактата «Венский Диоскорид», Византия, VI век)

Полынь обыкновенная — лекарственное растение. В качестве лекарственного сырья используют траву (лат. Herba Artemisiae vulgaris) — собранные во время цветения и высушенные цветоносные облиственные верхушки, и корни, заготовленные осенью. Полынь улучшает аппетит и пищеварение, обладает тонизирующим, успокаивающим, кроветворным, ранозаживляющим, желчегонным и мягким слабительным действием; налаживает работу желудка и помогает при лихорадке. Отвар листьев полыни используется в качестве клизм для стимуляции печени, а также как глистогонное. Полынь используют при истощении, бессоннице, различных неврозах, простудных заболеваниях, малярии, гриппе и эпилепсии. В смеси с травой чабреца (тимьяна) полынь используют для лечения алкоголизма.
Сырьё входит в состав сбора для приготовления микстуры по прописи М. Н. Здренко.
Полынь считается женским растением, так как стимулирует матку, регулирует менструальный цикл, а также помогает при различных гинекологических недомоганиях и эпилепсии.
Надземную часть и корни употребляют в народной медицине многих стран как вяжущее при гастрите, туберкулёзе, отёках, геморрое, гипертонической болезни, альгоменорее, аменорее, метеоризме, эпилепсии, неврастении, менингите, проказе.
На Востоке полынь используют при иглоукалывании, лечат комбинированным воздействием тепла, выделяемого тлеющей травой, и прижиганиями. Специальные палочки мокса, сделанные из полыни, поджигают и в тлеющем виде подносят к коже так близко, как может вытерпеть пациент.

### Разное
Данные о поедаемости сельскохозяйственными животными противоречивы. Охотно поедается кроликами. Поедается бобром, сурком, джейраном, сайгаком. В смеси с другими травами может быть использована на силос.
Из надземной части, взятой до созревания семян, вяжут веники.
Ароматическое масло используется как отдушка для косметических и парфюмерных изделий.
В Средние века в Европе чернобыльнику приписывали способность отгонять зло и опасности, называли травой забвения.
Полынь обыкновенная обладает инсектицидными свойствами, отпугивает москитов, комаров, блох.
Из надземной части растения можно получить зелёную краску.
Выведены декоративные сорта, которые культивируются как садовые растения.

## Классификация

### Таксономия[14]
Artemisia vulgaris L., 1753, Sp. Pl. : 848
Вид Полынь обыкновенная относится к роду Полынь (Artemisia) семействa Астровые (Asteraceae) порядка Астроцветные (Asterales). Кладограмма в соответствии с Системой APG IV:
|  |                                      |  |                                   |                                   |                    |  | ещё 10 семейств | ещё 10 семейств |                     |  |                          |  | еще 416 подтвержденных и 406 в статусе "непроверенных" видов и инфравидовых таксонов | еще 416 подтвержденных и 406 в статусе "непроверенных" видов и инфравидовых таксонов |  |
|  |                                      |  |                                   |                                   |                    |  | ещё 10 семейств | ещё 10 семейств |                     |  |                          |  | еще 416 подтвержденных и 406 в статусе "непроверенных" видов и инфравидовых таксонов | еще 416 подтвержденных и 406 в статусе "непроверенных" видов и инфравидовых таксонов |  |
|  |                                      |  |                                   | порядок Астроцветные              |                    |  |                 |                 | род Полынь          |  |                          |  |                                                                                      |                                                                                      |  |
|  |                                      |  |                                   | порядок Астроцветные              |                    |  |                 |                 | род Полынь          |  | 17 инфравидовых таксонов |  |                                                                                      |                                                                                      |  |
|  | отдел Цветковые, или Покрытосеменные |  |                                   |                                   | семейство Астровые |  |                 |                 | Полынь обыкновенная |  |                          |  |                                                                                      |                                                                                      |  |
|  | отдел Цветковые, или Покрытосеменные |  |                                   |                                   |                    |  |                 |                 |                     |  |                          |  |                                                                                      |                                                                                      |  |
|  |                                      |  | ещё 63 порядка цветковых растений | ещё 63 порядка цветковых растений |                    |  |                 | ещё 1804 рода   | ещё 1804 рода       |  |                          |  |                                                                                      |                                                                                      |  |
|  |                                      |  |                                   | ещё 63 порядка цветковых растений |                    |  |                 |                 | ещё 1804 рода       |  |                          |  |                                                                                      |                                                                                      |  |

### Инфравидовые таксоны
- Подвиды в статусе подтвержденных
  - Artemisia vulgaris subsp. inundata  Darijma 
  - Artemisia vulgaris subsp. vulgaris

- Таксоны в статусе непроверенных по состоянию на декабрь 2022 г.
  - Artemisia vulgaris f. nipponica  Nakai 
  - Artemisia vulgaris subsp. flodmanii  H.M.Hall & Clem. 
  - Artemisia vulgaris subsp. gnaphaloides  (Nutt.)  H.M.Hall & Clem. 
  - Artemisia vulgaris subsp. lindleyana  (Besser)  H.M.Hall & Clem. 
  - Artemisia vulgaris subsp. litoralis  H.M.Hall & Clem. 
  - Artemisia vulgaris subsp. typica  H.M.Hall & Clem. 
  - Artemisia vulgaris var. americana  Besser 
  - Artemisia vulgaris var. californica  Besser 
  - Artemisia vulgaris var. flodmanii  (Rydb.)  M.Peck 
  - Artemisia vulgaris var. glandulifera  (L.F.Hend.)  M.Peck 
  - Artemisia vulgaris var. redolens  (A.Gray)  H.M.Hall & Clem. 
  - Artemisia vulgaris var. tilesii  (Ledeb.)  Seem. 
  - Artemisia vulgaris var. typica  H.St.John 
  - Artemisia vulgaris var. wrightii  (A.Gray)  E.J.Palmer & Steyerm. 
  - Artemisia vulgaris var. xizanensis  Ling & Y.R.Ling

### Синонимы
- Absinthium vulgare  (L.) Dulac
- Artemisia cannabifolia var. cannabifolia
- Artemisia dubia var. septentrionalis  Pamp.
- Artemisia hispanica  Stechm. ex Besser
- Artemisia indica f. indica
- Artemisia leucophylla  (Ledeb.) Turcz. ex Pavlov
- Artemisia ludoviciana  Besser
- Artemisia michauxii  Besser
- Artemisia opulenta f. opulenta
- Artemisia selengensis var. selengensis
- Artemisia vulgaris  Burm.f.
- Artemisia vulgaris var. latiloba  Ledeb.
- Artemisia vulgaris var. selengensis  (Turcz. ex Besser) Maxim.
- Artemisia vulgaris var. vulgaris  L.